# Hochrheinbrücke
Die Hochrheinbrücke ist eine Straßenbrücke über den Hochrhein zwischen der schweizerischen Stadt Laufenburg AG und der deutschen Stadt Laufenburg (Baden). Sie liegt ungefähr einen Kilometer oberhalb der Laufenbrücke und bildet das wichtigste Bauwerk der neuen Verbindungsstrasse L 151a zwischen der Waldshuter Straße (Bundesstraße 34) auf der rechten Seite des Rheins und der schweizerischen Hauptstrasse 7 (Kantonsstrasse 130) auf der linken Seite des Flusses.

## Geschichte
Die Hochrheinbrücke entstand in den Jahren 2003 bis 2004 als zweite Verbindung zwischen den beiden Ortschaften. Die engen Zufahrten insbesondere im historischen Schweizer Städtchen Laufenburg zu der älteren Rheinbrücke waren für den wachsenden Fahrzeugverkehr nicht mehr ausreichend. Die Brückenbaustelle geriet in die Schlagzeilen, als aufgrund eines Planungsfehlers bei der Bauausführung ein Höhenunterschied zwischen beiden Widerlagern entstanden war.

## Konstruktion
Die Spannbetonbrücke besitzt eine Länge von 225 m. Sie weist in Längsrichtung den Durchlaufträger als Bauwerkssystem auf. Die Stützweiten betragen für die dreifeldrige Straßenüberführung 95 m im mittleren Feld und 65 m in den beiden Randfeldern. In Querrichtung ist der 11,2 m breite Überbau als einzelliger Hohlkastenquerschnitt mit einer gevouteten Bauhöhe ausgebildet.
Das Bauwerk weist zwei Fahrstreifen und beidseitige Fußwege auf. Für die Schifffahrt besteht eine Durchfahrt mit 80 m lichter Breite und 7,0 m lichter Höhe beim höchsten schiffbaren Wasserstand.

## Planungsfehler
Beim Bau der Hochrheinbrücke kam es zu einem kuriosen Planungsfehler, welcher bis heute in der Gegend eine beliebte Geschichte darstellt. Dieser entstand, da die beiden an der Planung und am Bau beteiligten Länder Deutschland und die Schweiz einen unterschiedlichen Höhenbezug verwenden. Das deutsche Höhensystem bezieht sich auf die Höhendefinition Amsterdamer Pegel mit Meter über Normalhöhennull bzw. Meter über Normalnull (veraltet), die schweizerische Landesvermessung dagegen auf Meter über Meer bezogen auf den Repère Pierre du Niton bei Genf.
Dieser Umstand war den verantwortlichen Ingenieuren zwar bekannt und wurde bei der Planung in den Jahren zuvor auch so berücksichtigt. Man errechnete dabei nach der alten deutschen Höhendefinition des Normalnull einen Höhenunterschied von 27 cm im Vergleich zum Schweizer Referenzpunkt. Dieser Wert floss in die Planung als jener Wert ein, der beim Bau ausgeglichen werden musste, damit sich die beiden Brückenteile in der Mitte auf gleicher Höhe träfen. Erreicht werden sollte das durch ein planmäßiges Überhöhen des Widerlagers auf der Schweizer Seite. Wegen eines Vorzeichenfehlers wurde das Schweizer Widerlager jedoch 27 cm niedriger erstellt. Somit wuchs der Höhenunterschied mit insgesamt 54 cm auf doppelte Differenz.
Der sich anbahnende Unterschied wurde bei einer Begehung im Dezember 2003 bemerkt und konnte entsprechend frühzeitig beseitigt werden. Die Folge waren Korrekturmaßnahmen am deutschen Widerlager und Höhenangleichungen des Brückenüberbaus. Verantwortlich für die Planungen war ein Schweizer Ingenieurbüro, dessen Haftpflichtversicherung für den Schaden haften musste. Nach einem Bericht von Swissinfo soll der Fehler jedoch keine Mehrkosten verursacht haben.

## Internationales Abkommen für Bau und Unterhalt
Am 8. Juni 2005 regelten die Bundesrepublik Deutschland und der Schweizerische Bundesrat die Zuständigkeit für die Hochrheinbrücke. Dieses internationale Abkommen wurde am 2. Dezember 2006 mit einem Gesetz des deutschen Bundestags genehmigt. Die Baukosten wurden je zur Hälfte von Deutschland und der Schweiz getragen. Dem Kanton Aargau wurde mit der Vereinbarung der Unterhalt der Brücke übertragen.

## Zoll- und Grenzübergang „Laufenburg“
Die Hochrheinbrücke ist Grenzübergang zwischen Deutschland und der Schweiz. Die große Zollanlage befindet sich auf deutscher Seite beim rechtsufrigen Brückenkopf. Die Zollverwaltungen beider Länder befinden sich in demselben Gebäude. Das Deutsche Zollamt Laufenburg gehört zum Hauptzollamt Singen, das schweizerische Zollamt gehört zum Zollinspektorat Aarau.

## Bilder

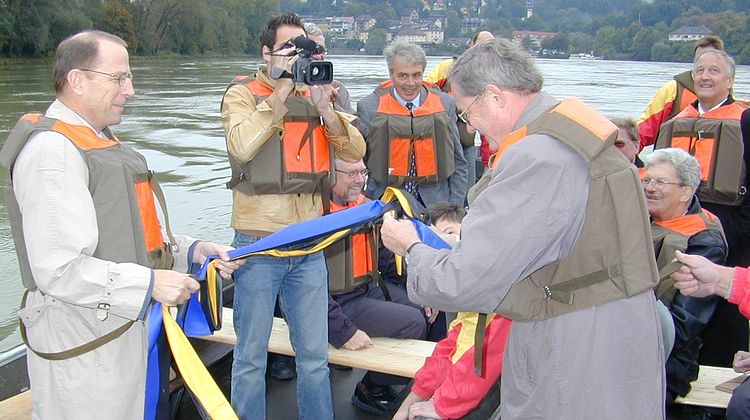
Symbolischer Baubeginn 2002
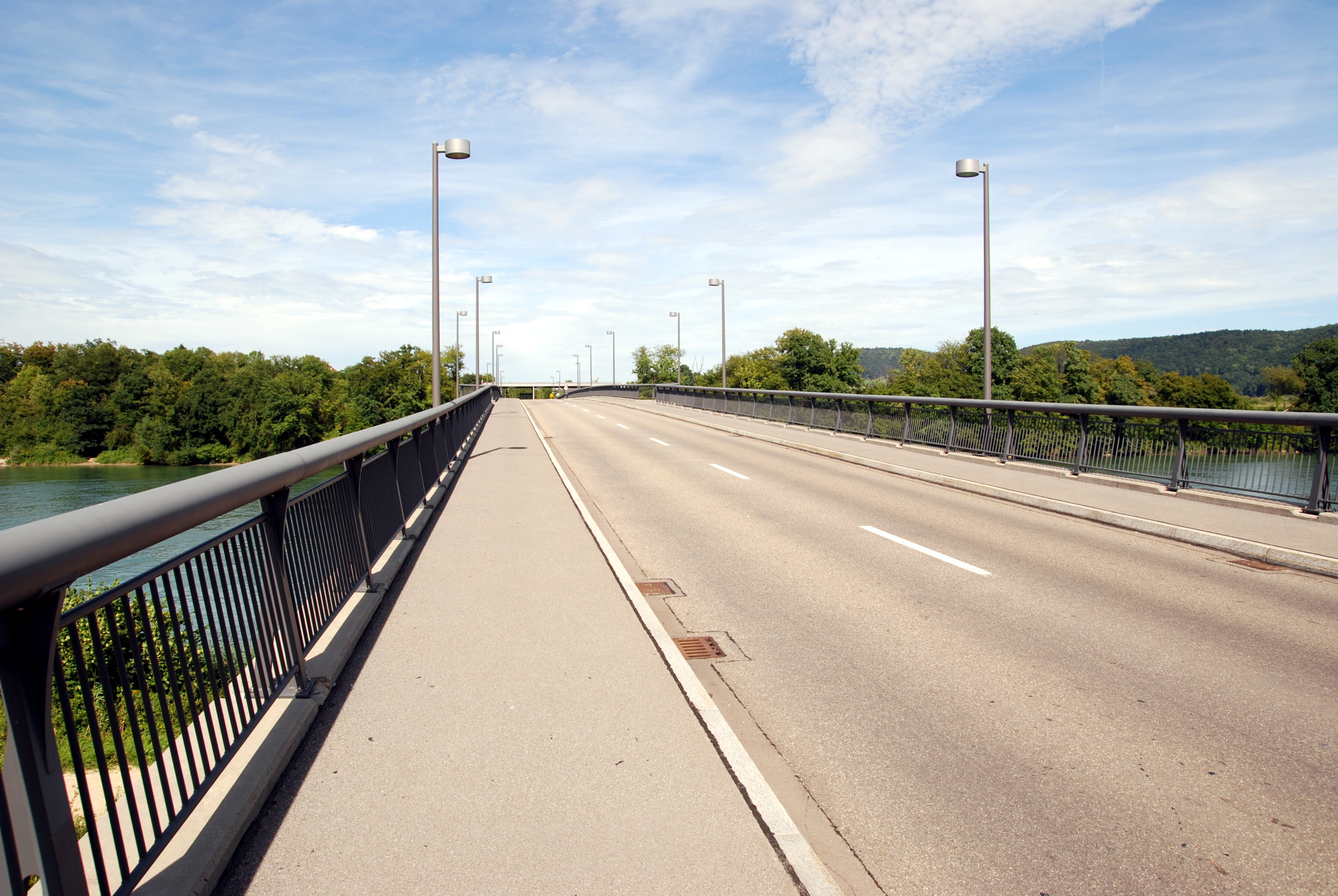
Trasse der Hochrheinbrücke
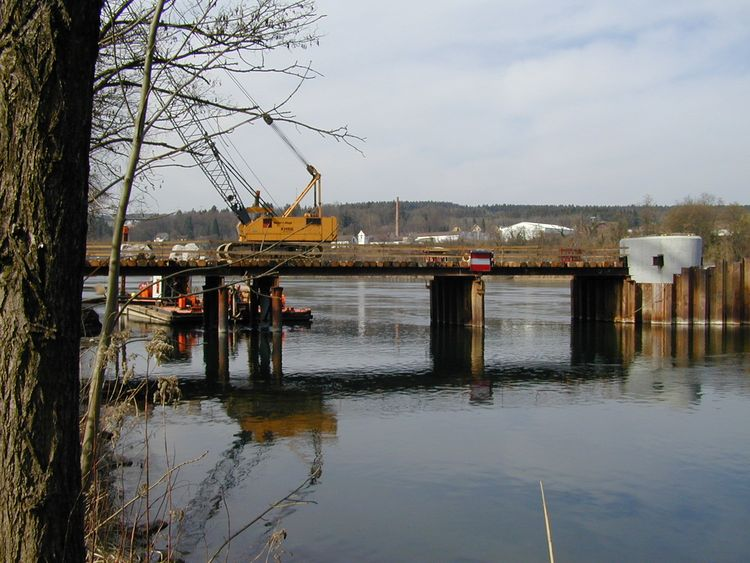
Hochrheinbrücke bei Laufenburg während des Baus im März 2003

## Belege
1. ↑  David Beck: 54 cm Versatz: Peinlicher Rechenfehler bei der Hochrheinbrücke. (mp3-Audio; 3,6 MB; 4:04 Minuten) In: SWR2-Sendung „Impuls“. 9. Januar 2023, abgerufen am 9. Januar 2023.
2. ↑  Neue Rheinbrücke ist ein Reinfall. In: Weser Kurier. 15. Januar 2004, archiviert vom Original am 30. September 2007; abgerufen am 9. Januar 2023 (wiedergegeben auf brueckenweb.de).
3. ↑  Urs Maurer: Meereshöhe ist nicht gleich Meereshöhe. In: Swissinfo. 18. Dezember 2004, abgerufen am 23. April 2018.
4. ↑  Regierungsabkommen zum Brückenbau (BGBl. 2006 II S. 1137)
5. ↑  Deutsches Zollamt Laufenburg
6. ↑  Schweizer Zollstelle Laufenburg (Memento des Originals vom 25. Juli 2020 im Internet Archive)  Info: Der Archivlink wurde automatisch eingesetzt und noch nicht geprüft. Bitte prüfe Original- und Archivlink gemäß Anleitung und entferne dann diesen Hinweis.